# City of Moreton Bay
City of Moreton Bay (do lipca 2023: Moreton Bay Region) – samorząd terytorialny w Brisbane w Queensland, w Australii. 
Z rocznym budżetem operacyjnym na poziomie 391 milionów dolarów australijskich i populacją ponad 510 104 osób, jest on trzecim pod względem wielkości okręgiem samorządowym w Australii, po City of Brisbane i City of Gold Coast. Okręg obejmuje też część wakacyjnej wyspy Bribie.

## Historia
Został utworzony w 2008 roku, kiedy to zastąpił trzy wcześniejsze mniejsze okręgi:
- City of Redcliffe;
- Shire of Pine Rivers;
- Shire of Caboolture.

W lipcu 2007 roku rządowa komisja do spraw wyborczych opublikowała raport, w którym rekomendowała połączenie trzech samorządów w jeden w celach poprawy efektywności oraz oszczędności. Nowy okrąg składałby się z 11% populacji całego stanu Queensland. Pomimo sprzeciwu mieszkańców (plan poparła tylko Rada Miasta Redcliffe) propozycja komisji weszła w życie. 15 marca 2008 roku samorządy miast Pine Rivers i Caboolture przestały istnieć. Tego samego dnia zostały przeprowadzone pierwsze wybory do nowo powołanej Rady Miasta.
W 2012 roku grupa mieszkańców Redcliffe (najbogatszego i największego miasta okręgu) próbowała przeprowadzić referendum w sprawie odłączenia się od Moreton Bay Region, ale nie udało im się zebrać wystarczającej liczby podpisów do dnia 29 sierpnia. W ostatnich dniach sierpnia podpisy przestały być zbierane. Udało zebrać się 12400 podpisów, niecałe 33% wymaganej liczby.

## Radni
City of Moreton Bay jest podzielony na 12 dystryktów, z których każdy wybiera jednego przedstawiciela do Rady Regionu. Członkiem rady (niegłosującym) jest również burmistrz, wybierany w głosowaniu bezpośrednim.

### Radni I kadencji (2008–2012)
Radni I kadencji (2008–2012):
- Burmistrz - Allan Sutherland
- Dystrykt 1 – Gary Parsons
- Dystrykt 2 – Chris Whiting
- Dystrykt 3 – Greg Chippendale (również Wiceburmistrz)
- Dystrykt 4 – Julie Greer
- Dystrykt 5 – James Houghton
- Dystrykt 6 – Rae Frawley
- Dystrykt 7 – David Dwyer
- Dystrykt 8 – Mick Gillam
- Dystrykt 9 – Mike Charlton
- Dystrykt 10 – Brian Battersby
- Dystrykt 11 – Bob Millar
- Dystrykt 12 – Adrian Raedel

### Radni II kadencji (2012–2016)
Radni II kadencji (2012–2016):
- Mayor – Allan Sutherland
- Dystrykt 1 – Gary Parsons
- Dystrykt 2 – Peter Flannery
- Dystrykt 3 – Greg Chippendale
- Dystrykt 4 – Julie Greer
- Dystrykt 5 – James Houghton
- Dystrykt 6 – Koliana Winchester
- Dystrykt 7 – David Dwyer
- Dystrykt 8 – Mick Gillam
- Dystrykt 9 – Mike Charlton (również Wiceburmistrz)
- Dystrykt 10 – Brian Battersby
- Dystrykt 11 – Bob Millar
- Dystrykt 12 – Adrian Raedel

### Radni III kadencji (2016–dziś)
Radni III kadencji (2016–dziś):
- Mayor – Allan Sutherland
- Division 1 – Brooke Savige (zastąpił Gary'ego Parsonsa, który przeszedł na emeryturę)
- Division 2 – Peter Flannery
- Division 3 – Adam Hain (zastąpił Grega Chippendale'a, który przeszedł na emeryturę)
- Division 4 – Julie Greer
- Division 5 – James Houghton
- Division 6 – Koliana Winchester
- Division 7 – Denise Sims (zastąpił David Dwyer, który przegrał nominację)
- Division 8 – Mick Gillam
- Division 9 – Mike Charlton (również Wiceburmistrz)
- Division 10 – Matt Constance (zastąpił Briana Battersby'ego, który przeszedł na emeryturę)
- Division 11 – Darren Grimwade (zastąpił Boba Millara w trakcie kadencji)
- Division 12 – Adrian Raedel (wybrany automatycznie, jego okręg nie miał żadnego kontrkandydata)

## Burmistrzowie
| Wybory | Wygrany          | Tura | Wynik            |
| ------ | ---------------- | ---- | ---------------- |
| 2008   | Allan Sutherland | I    | 55 047 (29,88%)  |
| 2008   | Allan Sutherland | II   | 66 210 (52,34%)  |
| 2012   | Allan Sutherland | I    | 78 211 (42,17%)  |
| 2012   | Allan Sutherland | II   | 83 492 (59,84%)  |
| 2016   | Allan Sutherland | I    | 108 920 (49,83%) |
| 2016   | Allan Sutherland | II   | 163 893 (76,33%) |

## Populacja
Populacja regionu na podstawie australijskich spisów ludności.
| Rok  | Populacja (Suma) | Populacja (Caboolture) | Populacja (Pine Rivers) | Populacja (Redcliffe) |
| ---- | ---------------- | ---------------------- | ----------------------- | --------------------- |
| 1933 | 11,928           | 5,316                  | 4,604                   | 2,008                 |
| 1947 | 19,402           | 5,716                  | 4,815                   | 8,871                 |
| 1954 | 27,267           | 7,101                  | 6,309                   | 13,857                |
| 1961 | 39,312           | 8,877                  | 8,761                   | 21,674                |
| 1966 | 50,785           | 10,149                 | 13,309                  | 27,327                |
| 1971 | 72,955           | 12,207                 | 26,187                  | 34,561                |
| 1976 | 103,669          | 19,404                 | 45,192                  | 39,073                |
| 1981 | 133,056          | 32,644                 | 58,189                  | 42,223                |
| 1986 | 166,210          | 47,494                 | 73,783                  | 44,933                |
| 1991 | 205,743          | 70,052                 | 87,892                  | 47,799                |
| 1996 | 250,077          | 98,859                 | 103,192                 | 48,026                |
| 2001 | 286,532          | 114,338                | 122,303                 | 49,891                |
| 2005 | 325,067          | 131,667                | 141,380                 | 52,020                |
| 2007 | 344,878          | 140,288                | 150,871                 | 53,719                |
| 2009 | 371,155          | 151,290                | 163,510                 | 56,355                |
| 2011 | 389,684          | 158,988                | 172,593                 | 58,103                |
| 2016 | 425,302          | -                      | -                       | -                     |